# Thomas Mesereau

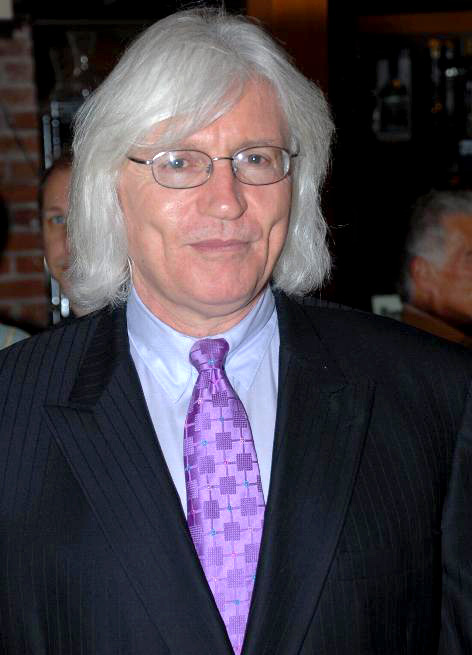
Tom Mesereau (2007)

Thomas Arthur Mesereau jr. (* 1950 in West Point, New York) ist ein US-amerikanischer Rechtsanwalt. Er gilt heute als einer der bekanntesten und renommiertesten Anwälte der Vereinigten Staaten.
Der Sohn eines Angehörigen der US Army wuchs u. a. im Bundesstaat New Jersey auf. Ursprünglich wollte er Journalist werden; nach seinem Abschluss an der Harvard University und der London School of Economics studierte er Jura am Hastings College in San Francisco. Während seiner Studienzeit war er auch Amateurboxer. Seine Anwaltsfirma Collins, Mesereau, Reddock & Yu LLP hat ihren Sitz in Los Angeles, Kalifornien im Stadtteil Century City am Santa Monica Boulevard. Er hat sich auf Strafrechtsprozesse an Bundes- und Staatsgerichten spezialisiert.
International bekannt wurde Mesereau im Jahr 2004, als er die Verteidigung des Popmusikers Michael Jackson in dessen Prozess um den Vorwurf des Kindermissbrauchs zusammen mit Susan Yu übernahm. Am 13. Juni 2005 erreichte er für seinen Mandanten schließlich einen Freispruch in allen Anklagepunkten, da Mesereau die Glaubwürdigkeit der Belastungszeugen erfolgreich erschüttern konnte. Allerdings wurde er dafür kritisiert, dass er eine Unzahl von Prominenten als Zeugen vor Gericht laden wollte, um den guten Leumund von Jackson zu retten.
Zu seinen übrigen berühmten Mandaten zählten auch der Profi-Boxer Mike Tyson sowie die Schauspieler Robert Blake und Bill Cosby.
Tom Mesereau stammt aus einer Militärfamilie mit u. a. irischen Vorfahren und ist regelmäßiger Kirchgänger. Er hat Freisprüche von Afroamerikanern in Alabama und Mississippi erreicht, denen die Todesstrafe drohte. Mesereau erteilt unentgeltlich Rechtshilfe für Arme in Los Angeles und hat dafür auch eine eigene Organisation gegründet. Sein diplomatisches, aber bestimmtes und selbstbewusstes Auftreten vor Gericht hat ihm viel Respekt eingebracht. Zudem hält er regelmäßig Vorträge, u. a. an Universitäten.
Mesereau ist geschieden und seit 2005 mit der Afroamerikanerin Minnie Fox liiert. Er lebt in Los Angeles.